# Villaíz
Villaíz (llamada oficialmente Santiago de Vilaíz) es una parroquia y una aldea española del municipio de Becerreá, en la provincia de Lugo, Galicia.

## Organización territorial
La parroquia está formada por cinco entidades de población:
- Barbeitas (As Barbeitas)[5]
- Casares
- Fraián de Abaixo
- Fraián de Arriba
- Vilaíz

## Demografía

### Parroquia
| Gráfica de evolución demográfica de Villaíz (parroquia) entre 2000 y 2019 |
|                                                                           |
| Datos según el nomenclátor publicado por el INE.                          |

### Aldea
| Gráfica de evolución demográfica de Vilaíz (aldea) entre 2000 y 2019 |
|                                                                      |
| Datos según el nomenclátor publicado por el INE.                     |